# Canon EOS 450D
Máy ảnh Canon EOS 450D (còn được gọi là EOS Rebel XSi tại Bắc Mỹ và EOS Kiss X2 tại Nhật Bản) là một máy ảnh kỹ thuật số và là một máy ảnh SLR (máy ảnh kỹ thuật số ống kính đơn phản xạ) có bộ cảm biến CMOS kiểu APS-C 12.2 megapixel, là một trong những máy thuộc dòng máy ảnh EOS của hãng Canon
Nó là sự kế thừa của máy EOS 400D/Digital Rebel XTi, nó được công bố vào ngày 23 tháng 1 năm 2008 và phát hành trong tháng 3 và 4-2008 tại Bắc Mỹ.
Canon EOS 450D tương thích với loại ống kính EF và EF-S. Bộ cảm biến tự làm sạch bằng cách sử dụng các nhân tố áp điện để tạo ra các rung siêu âm trong bộ lọc quang học low-pass đầu tiên ở phía trước của bộ cảm biến CMOS, giúp rũ bỏ bụi bẩn. Ngoài ra, chức năng xoá bụi được phần mềm Digital Photo Professional v.3.3 dò tìm dữ liệu ghi trên ảnh này để xử lý việc xoá bụi trên ảnh.

## Ảnh chụp bởi Canon EOS 450D

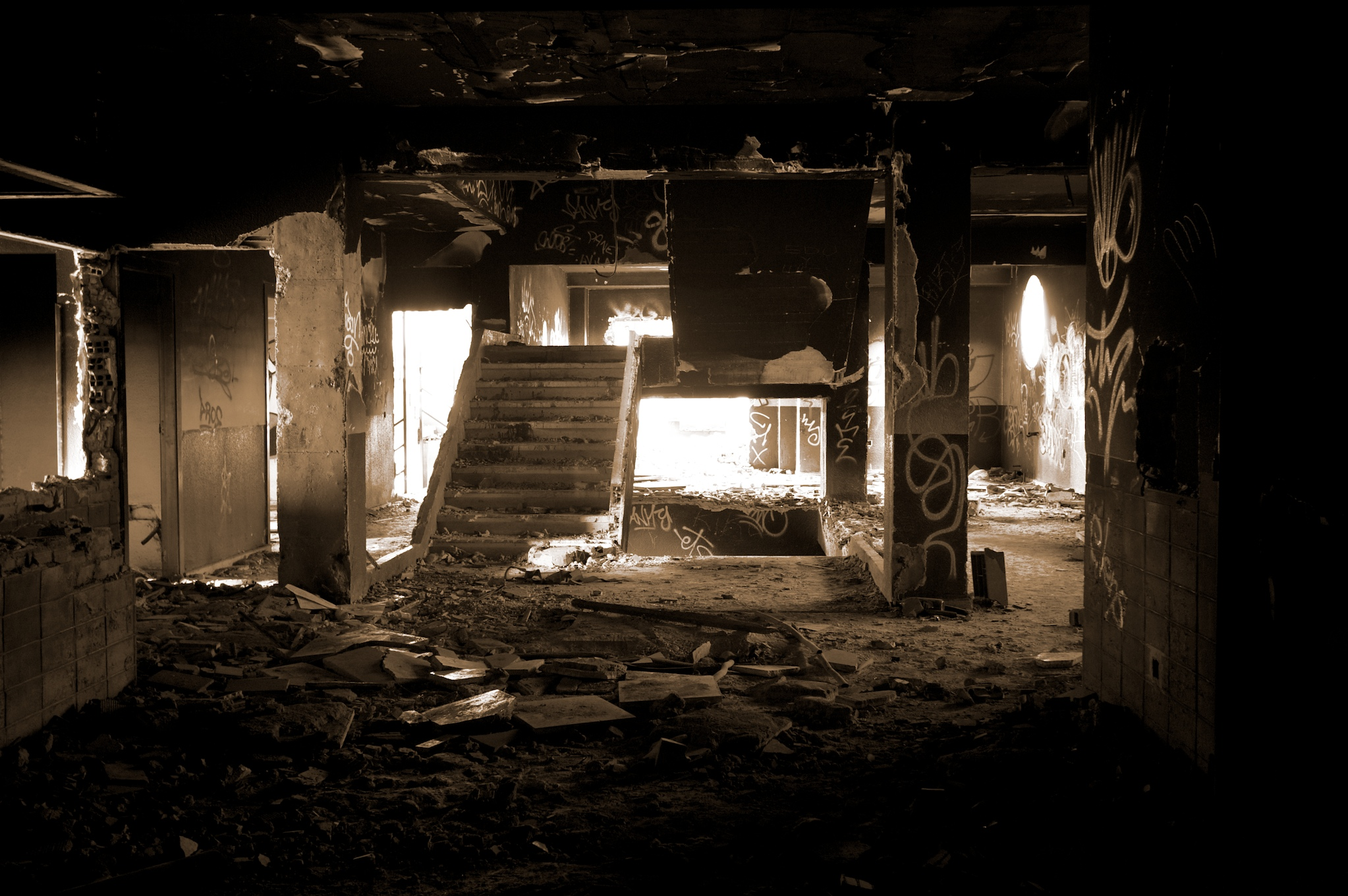
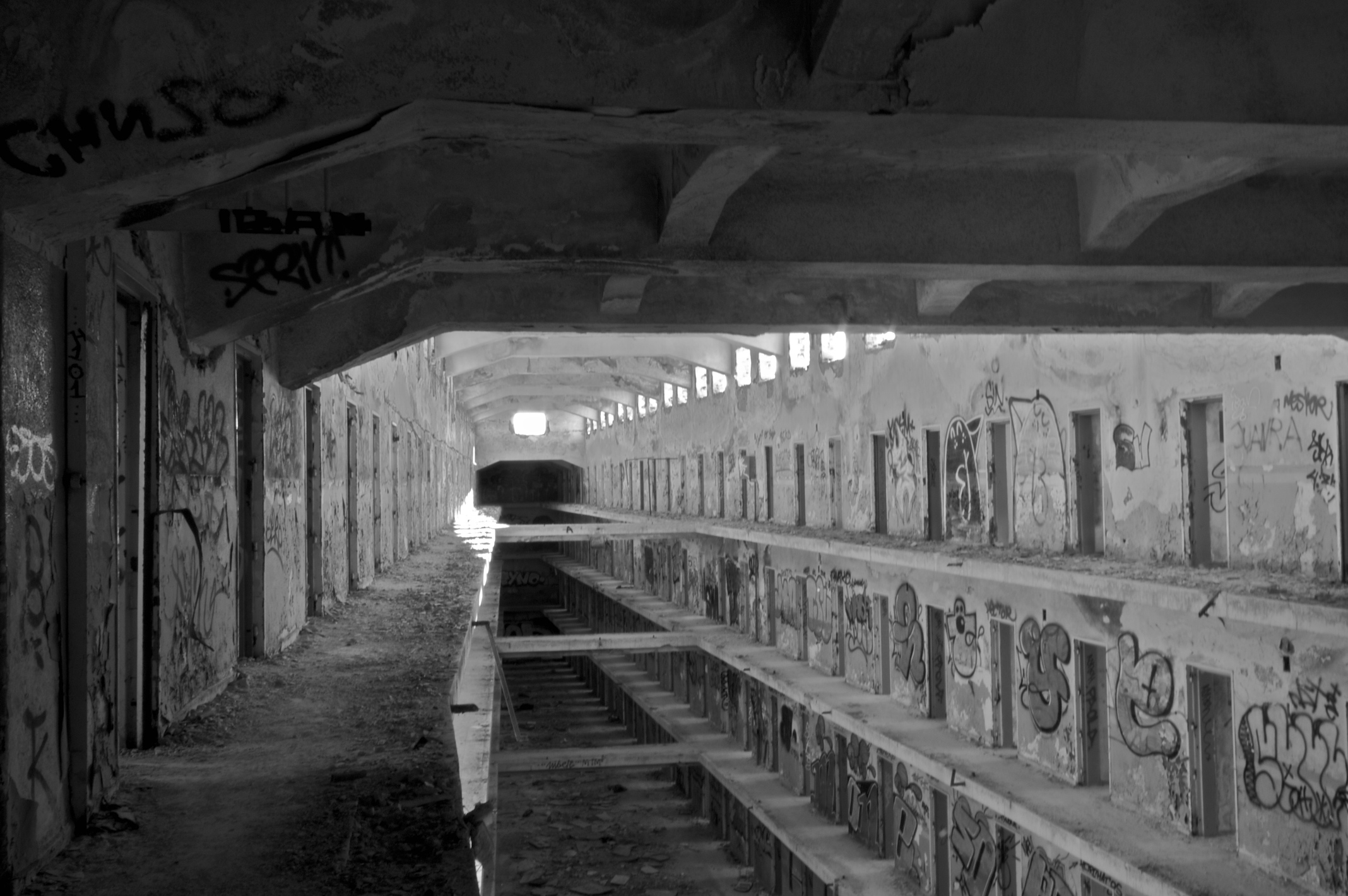

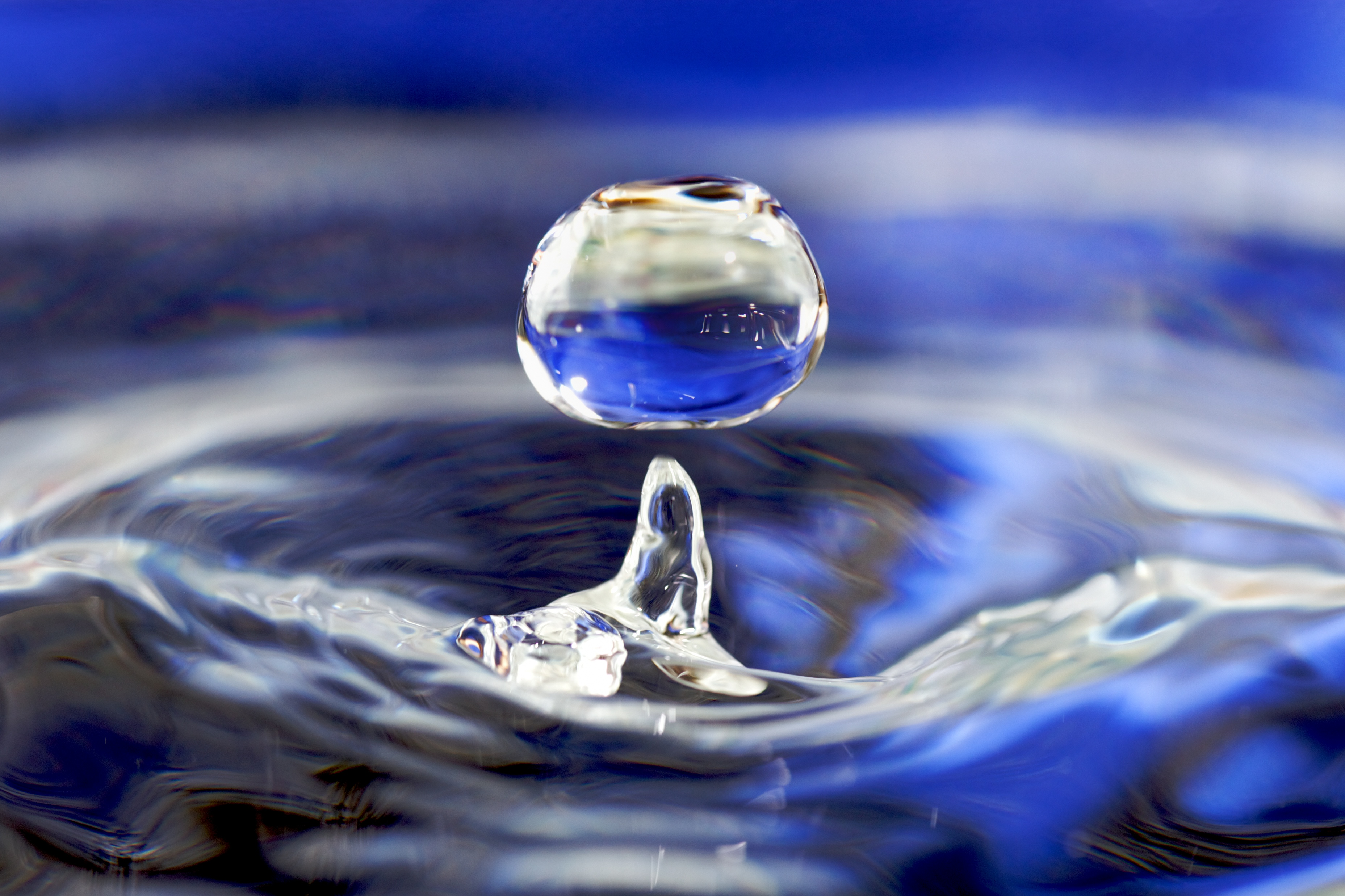
Giọt nước, chụp với ống kính 60mm
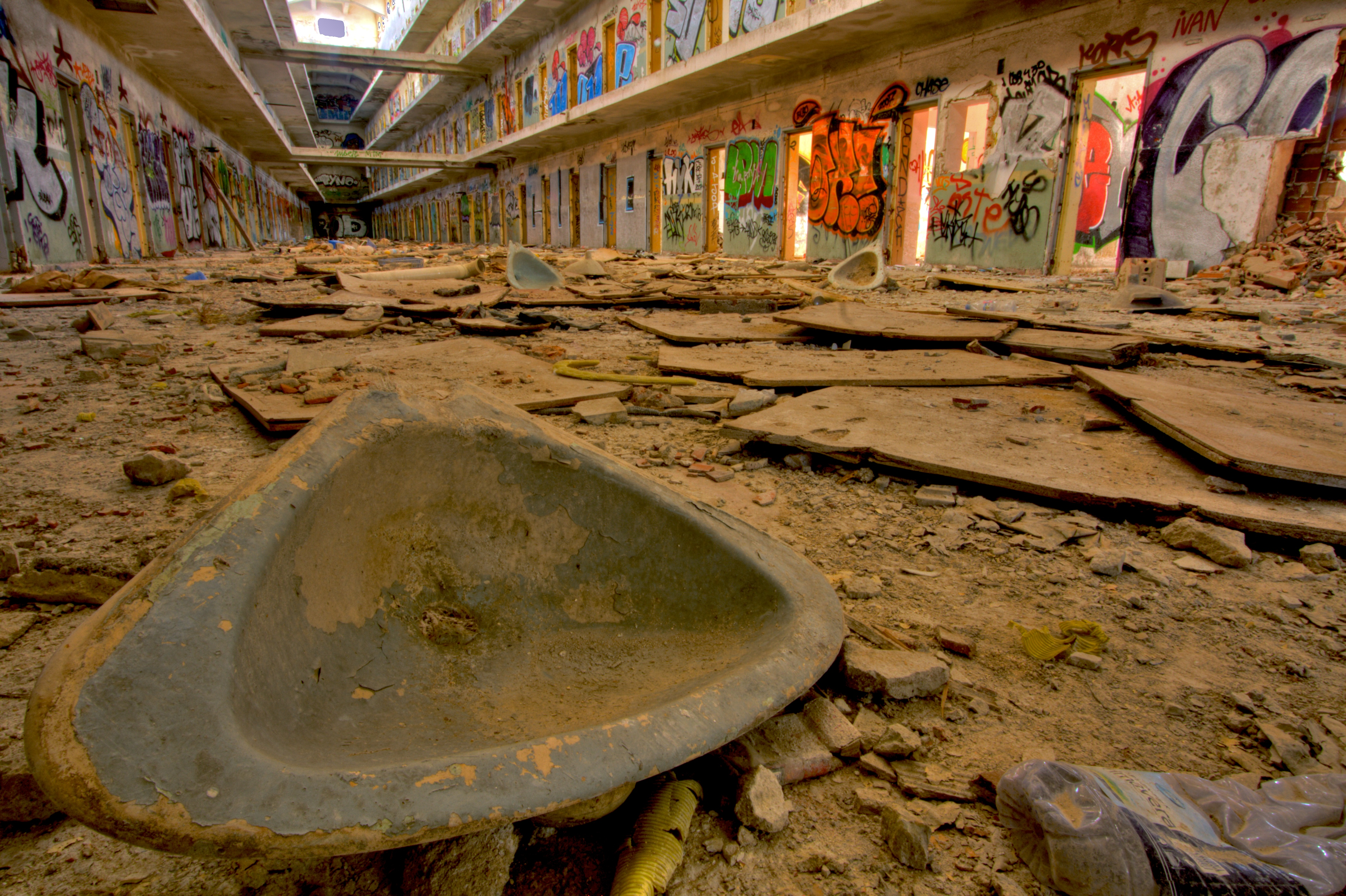
Nhà tù Carabanchel ở Madrid
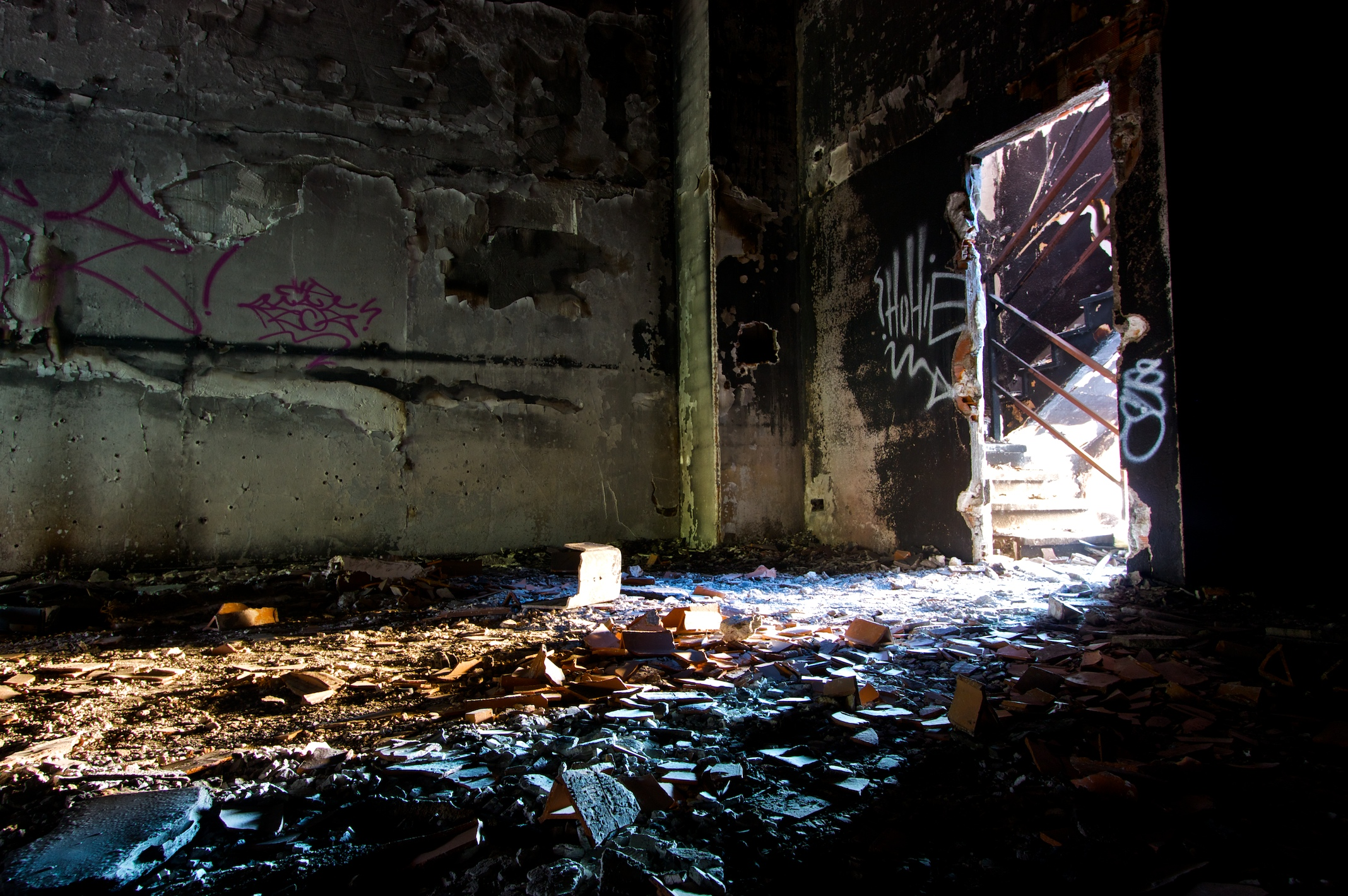

## Thông số kỹ thuật
Thông tin chung
- Hãng sản xuất:Canon
- Độ lớn màn hình LCD:	3inch, có chức năng ngắm ảnh trực tiếp (Live View) qua màn hình.
- Màu sắc:	Đen
- Trọng lượng Camera:	470g
- Kích cỡ máy: 128,8 x 97,5 x 61,9mm
- Loại thẻ nhớ:	thẻ SD và SDHC
- Loại máy ảnh:	SLR-like
- Tốc độ chụp: 	1/4000 – 30 giây.
- Hệ màu: sRGB, Adobe RGB

Cảm biến hình ảnh
- Bộ cảm biến hình ảnh:	22.2 x 14.8mm CMOS
- Số điểm ảnh hiệu dụng:	12.20 megapixel
- Độ nhạy sáng (ISO):100-1600
- Độ phân giải ảnh lớn nhất:	4272 X 2848

Thông tin về ống kính bán kèm (lens kit)
- Tên ống kính: EF-S 18-55mm f/3.5-5.6 IS (chống rung)
- Góc ngắm: Có thể mở rộng theo đường chéo: 74°20’ – 27° 50’
- Khẩu độ tối đa: f/3.5-5.6
- Điều chỉnh tiêu cự: AF (Động cơ DC), với lựa chọn tiêu cự bằng tay
- Khoảng cách chụp gần nhất: 9,8in/0,25m
- Kích thước bộ lọc: 58mm, P=0,75mm/1 bộ lọc
- Đường kính tối đa: 2,7in x 3,33in / 68,5mm x 84,5mm (chiều dài ống kính tối đa)
- Trọng lượng: 7,1oz (200g)

Ống kính tương thích
- Canon EF-S lens mount
- Canon EF lens mount
- Và một số ống kính hãng khác dành cho Canon (lens for Canon)

Thông số khác
- Định dạng File ảnh:	JPG; RAW
- Chuẩn giao tiếp: USB. Video Out (NTSC/PAL)
- Loại pin sử dụng: Battery pack. Bộ pin LP-E5

In ấn
- Có thể in bằng máy in PictBridge, máy in trực tiếp CP, máy in phun trực tiếp Bubble Jet tương thích với các ảnh định dạng JPEG (có thể in DPOF).

Môi trường vận hành
- Phạm vi nhiệt độ làm việc:0 °C - 40 °C / 32 °F - 104 °F
- Độ ẩm khi làm việc: 85% hoặc thấp hơn

Gói sản phẩm
- Bộ hướng dẫn:	CD Driver, phần mềm Digital Photo Professional, sách hướng dẫn
- Cable kèm theo:cable USB, cable TV out, cable audio out

## Một số ống kính tương thích

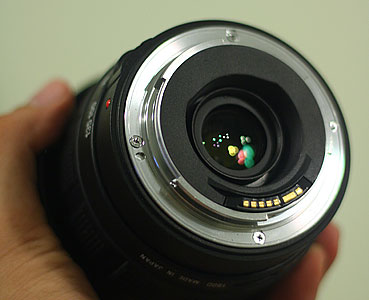
Ngàm ống kính EF
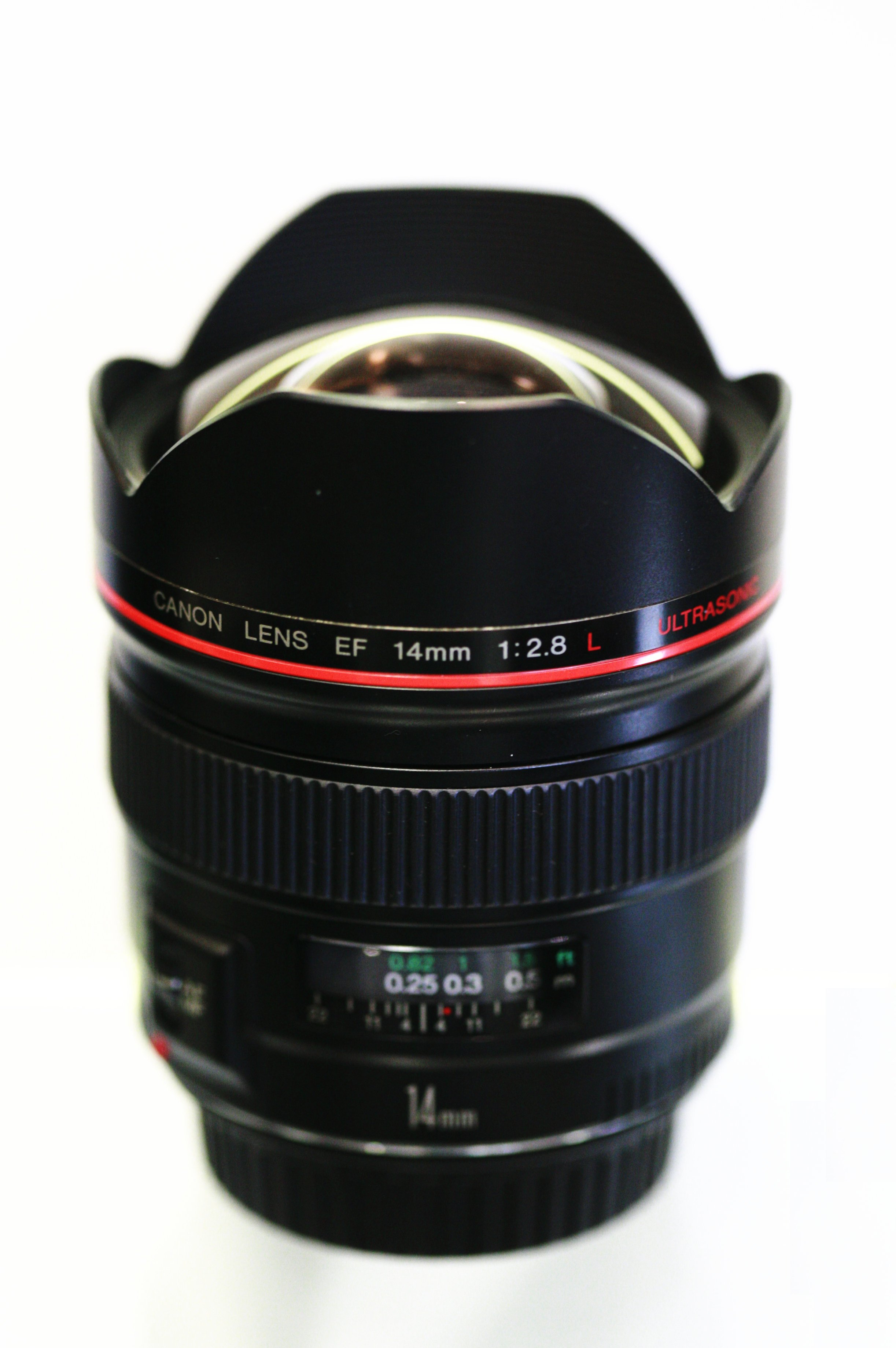
14mm F2.8 L lens
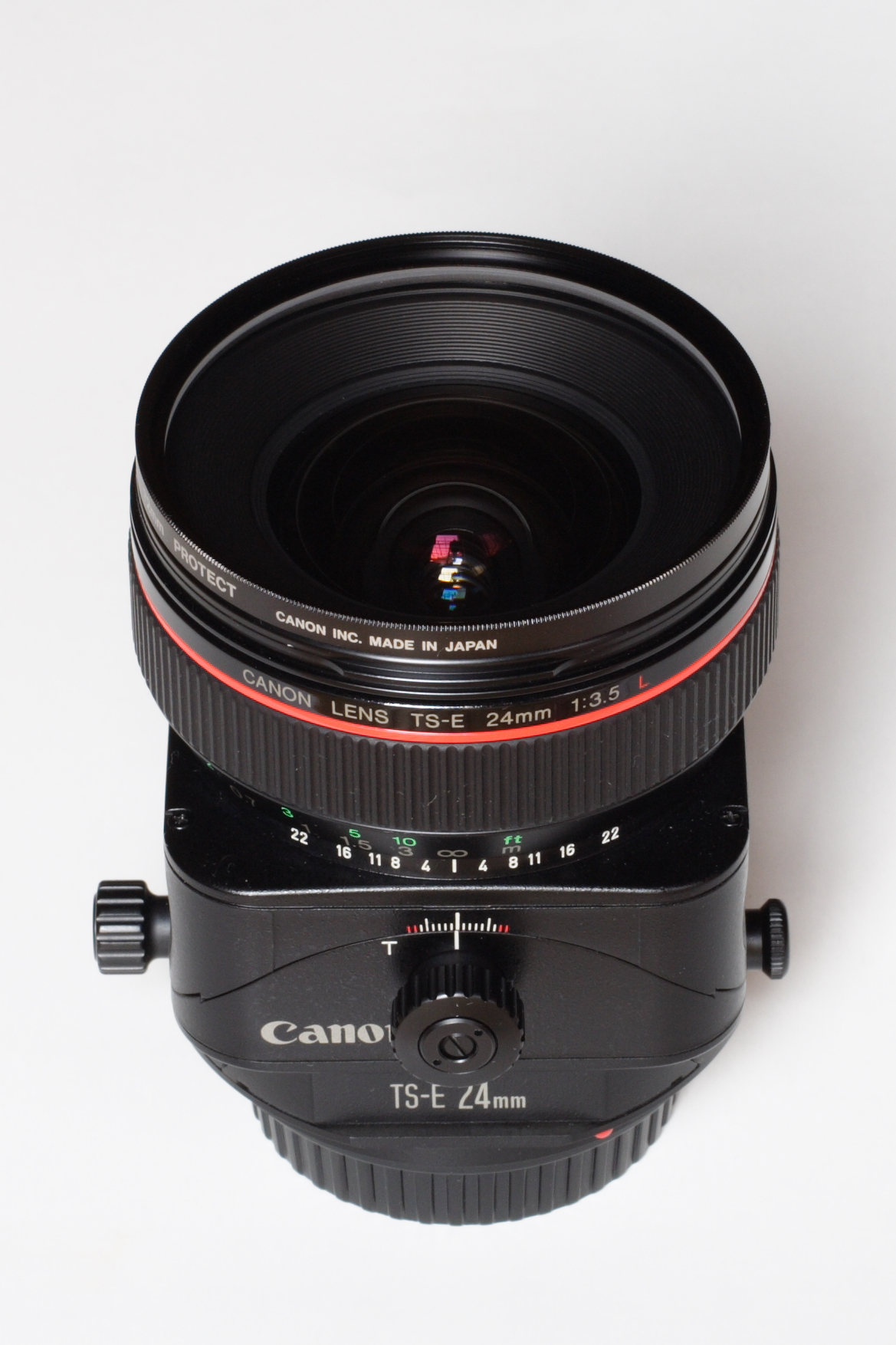
TS-E 24mm f/3.5L lens
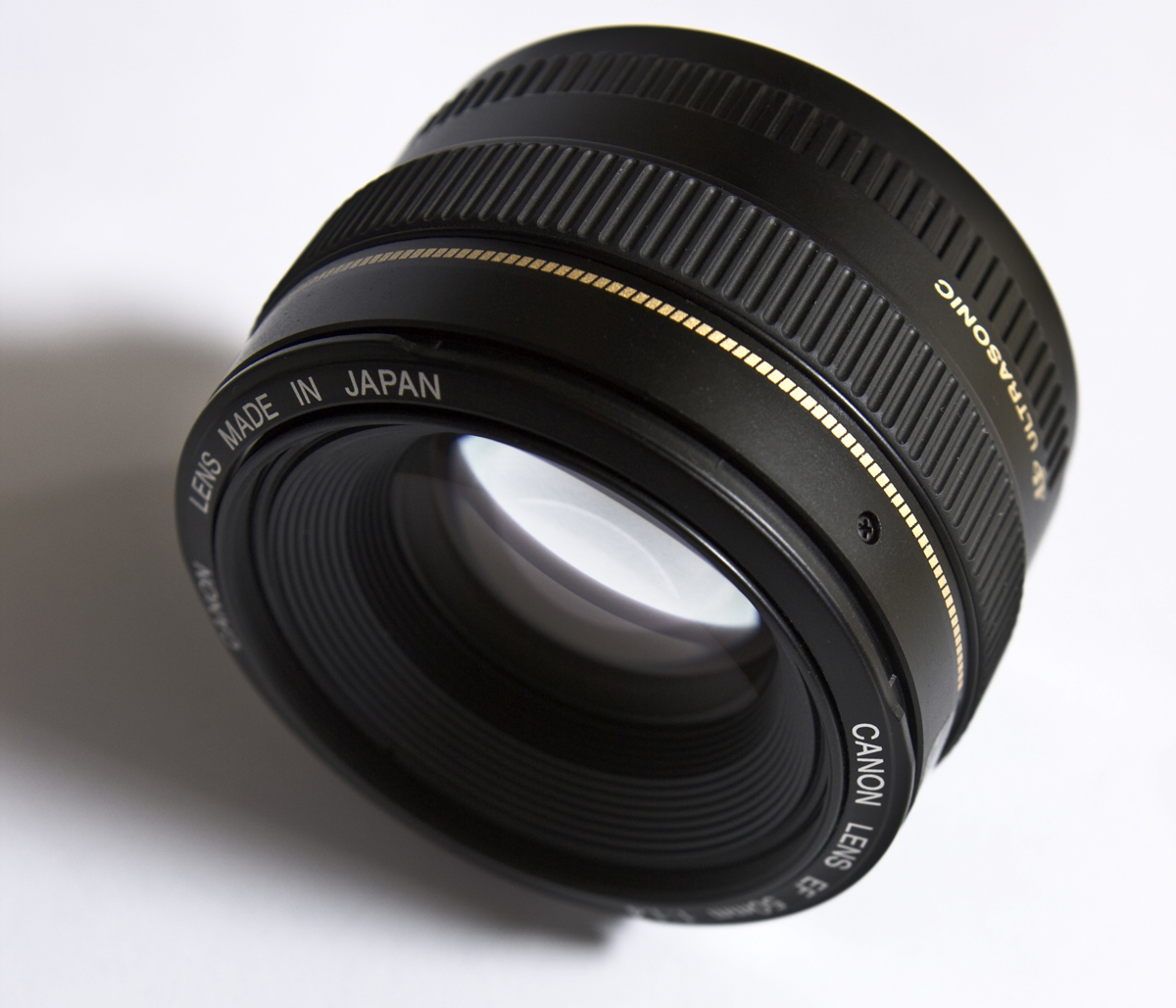
50mm F1.4 lens
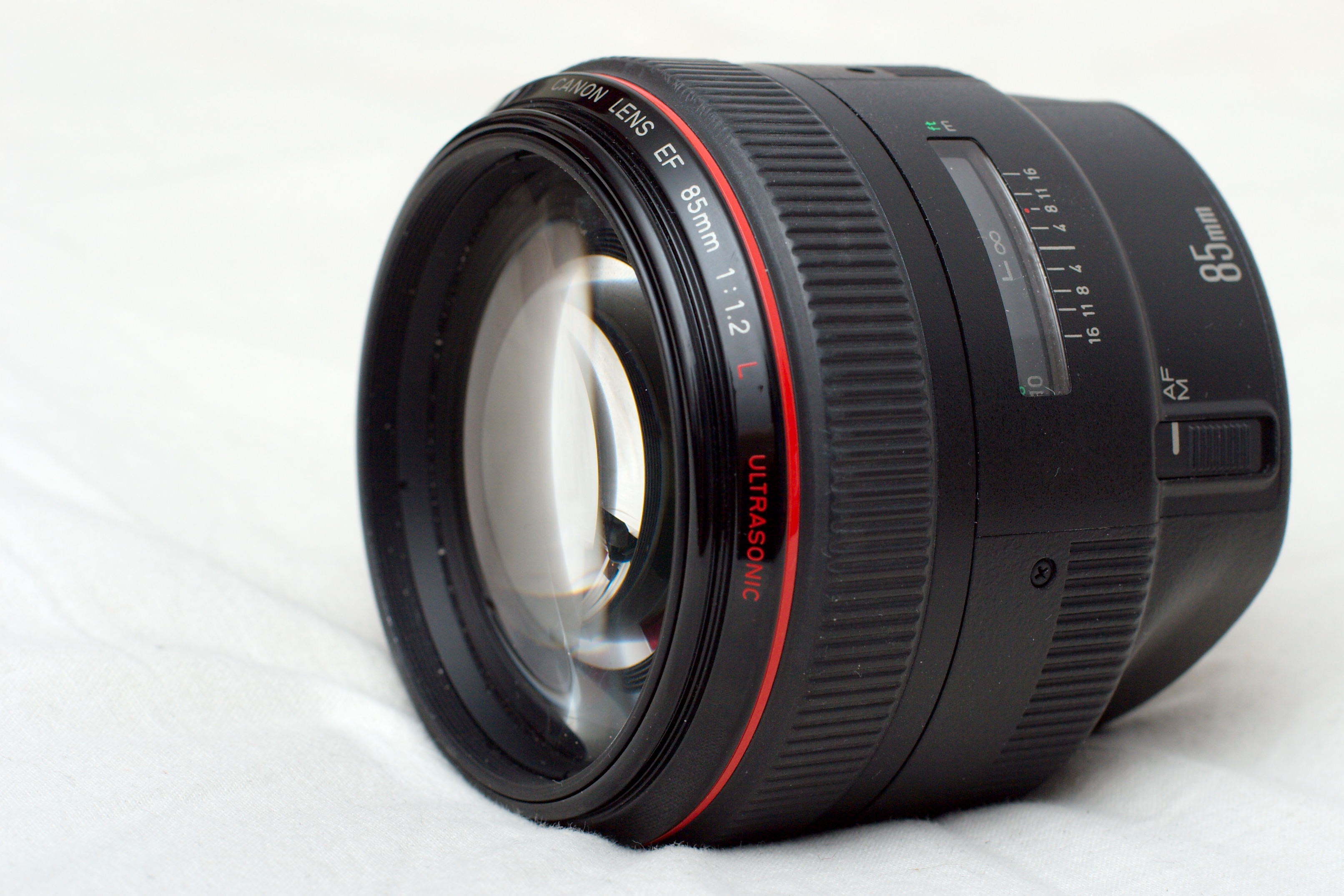
85mm F1.2 L lens
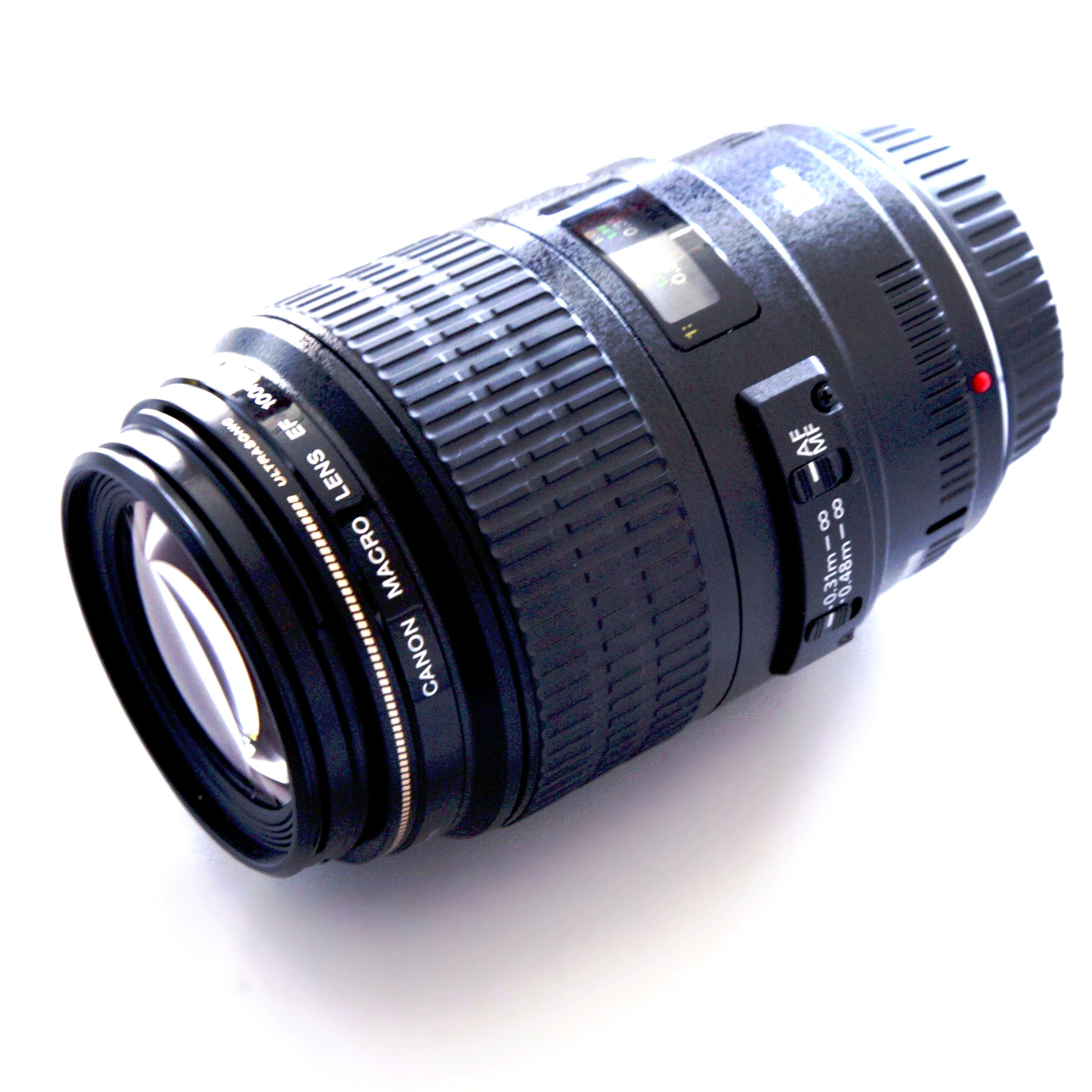
100mm F2.8 macro lens
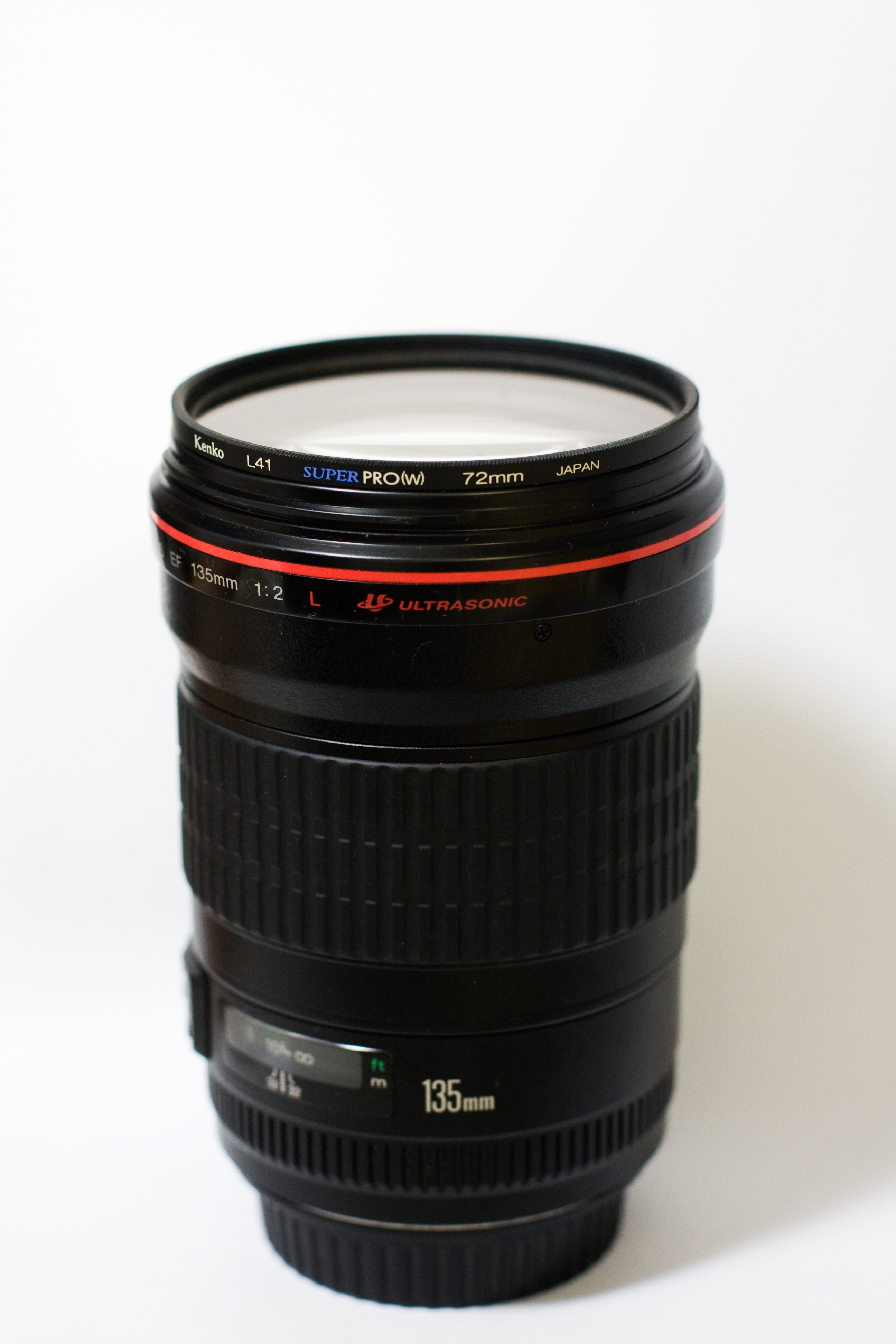
135mm F2 L lens
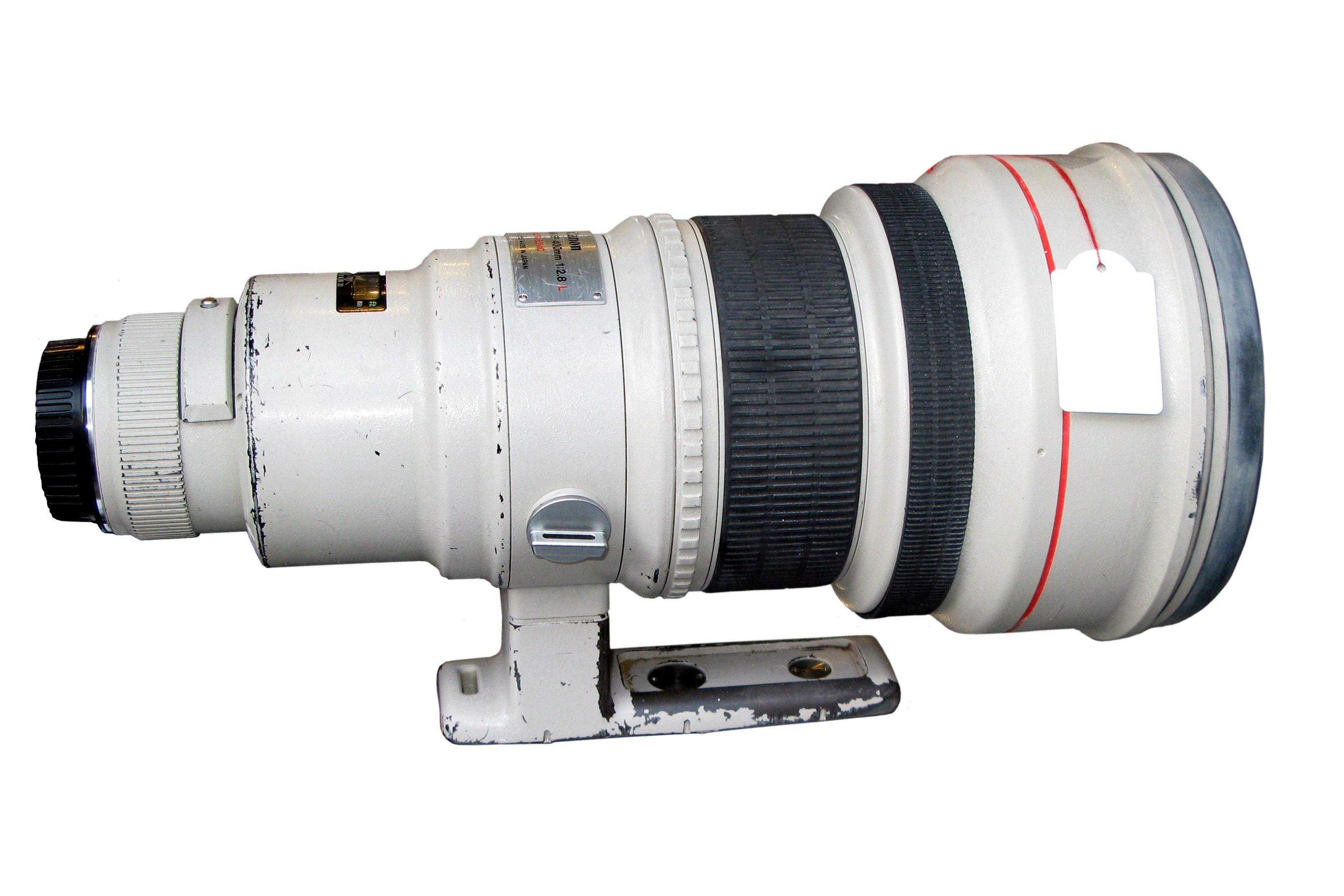
Canon EF 400mm lens
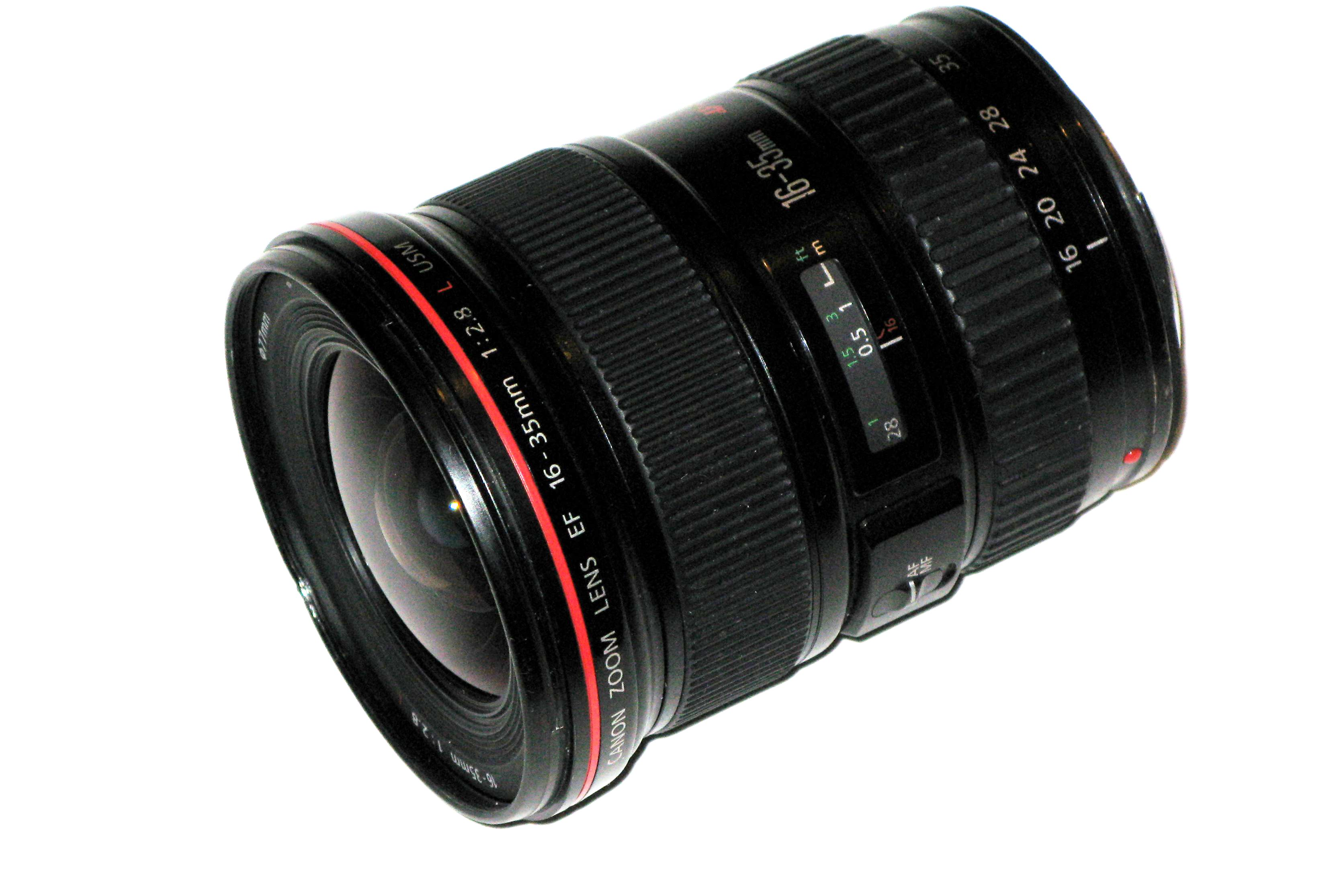
16-35 F2.8 L lens
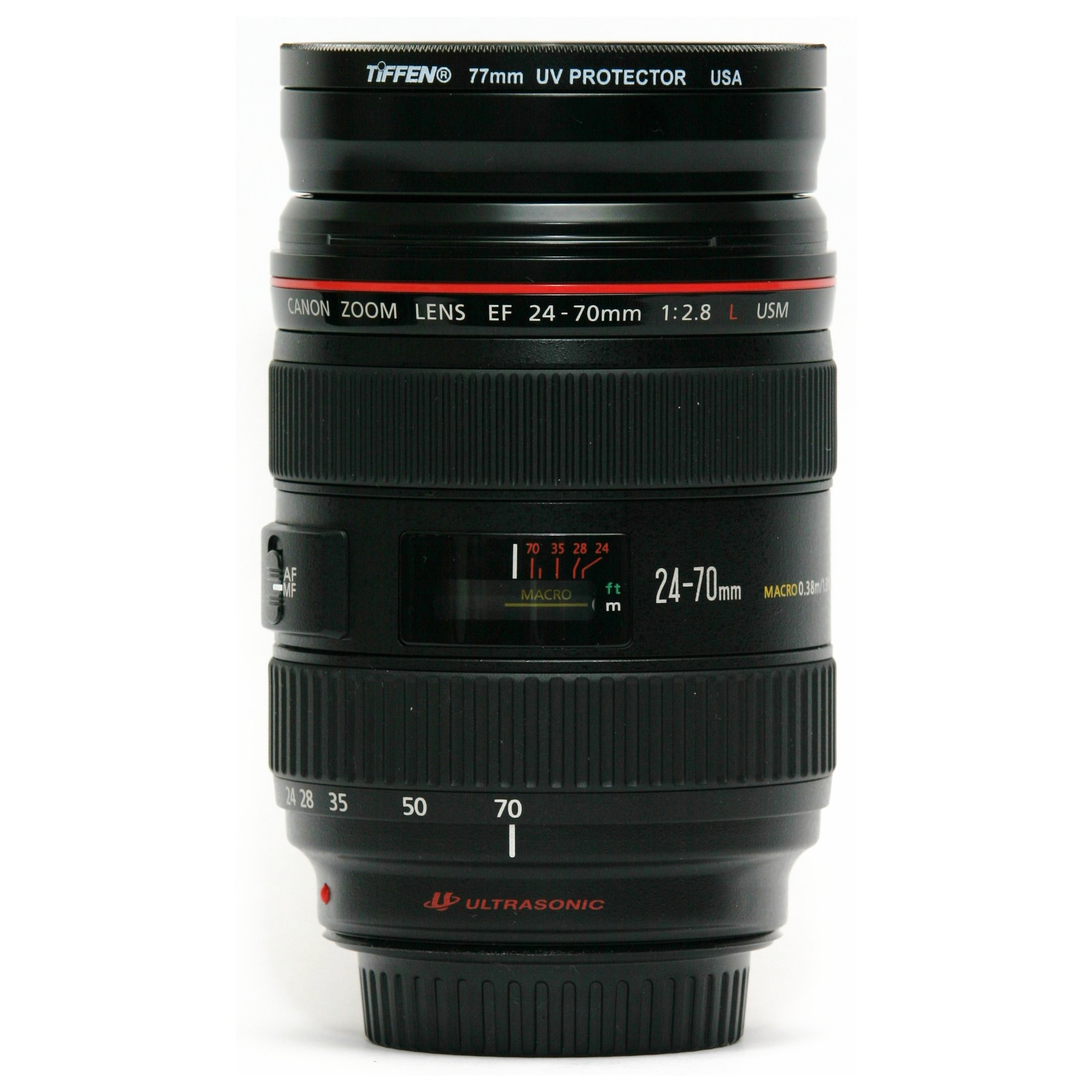
24-70 F2.8 L lens
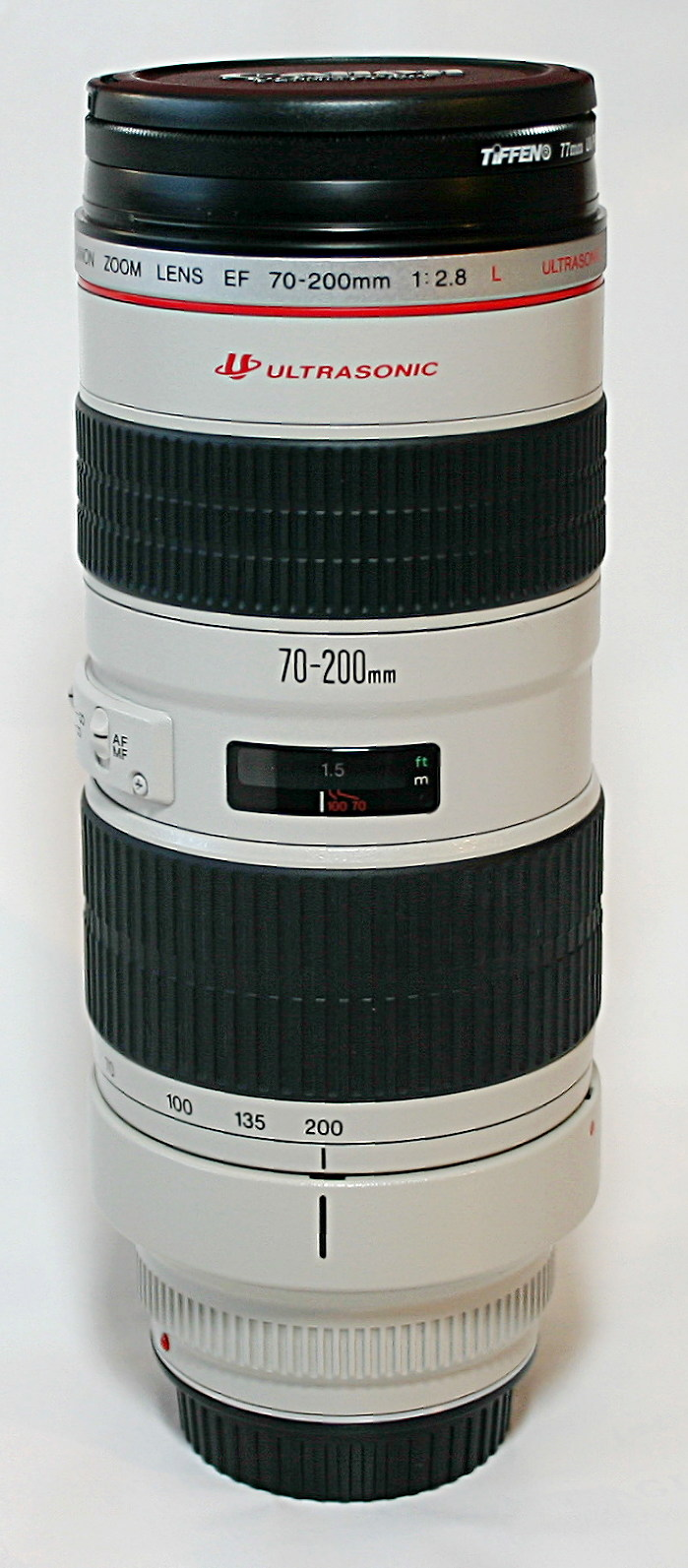
70-200mm F2.8 L lens
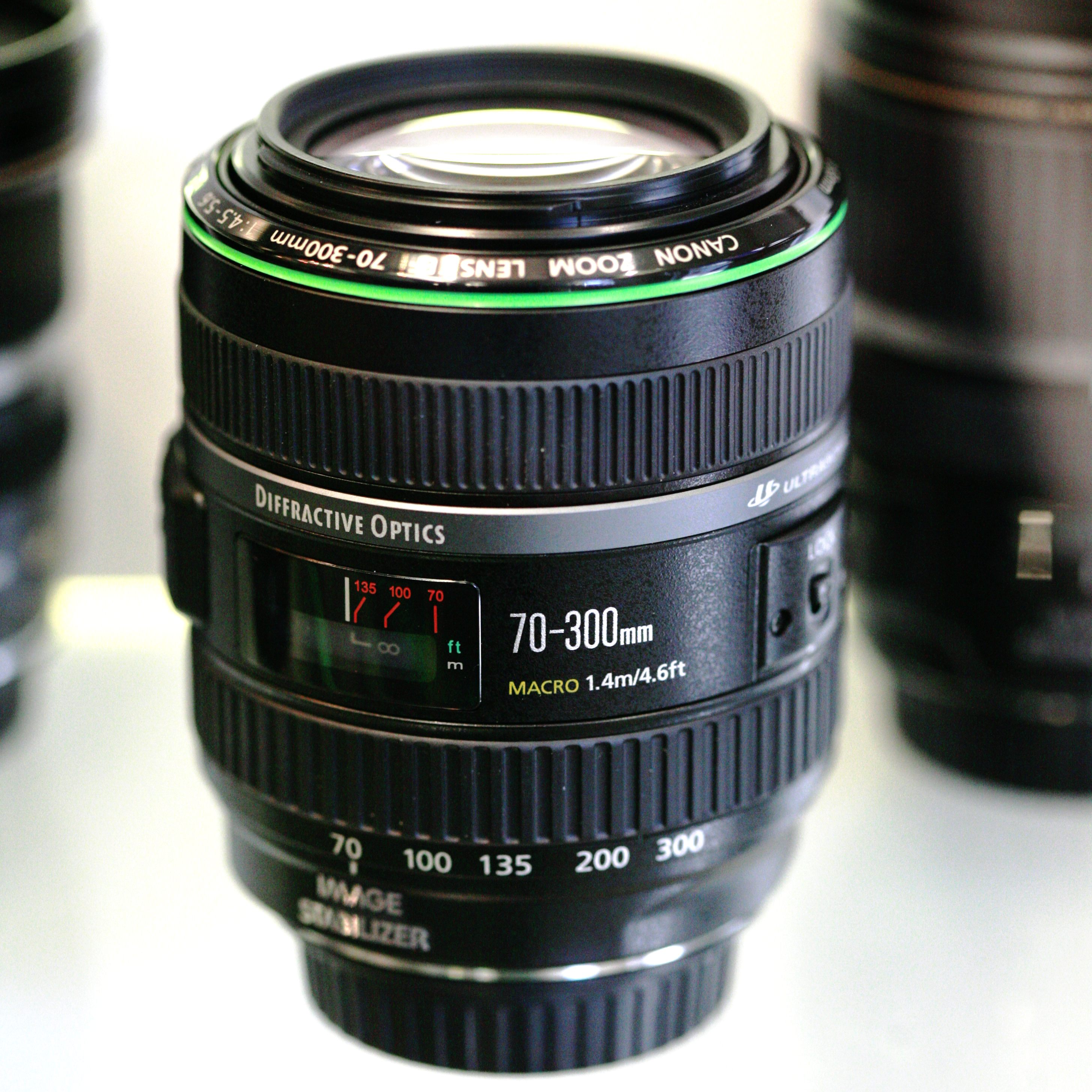
70-300mm F4.5-5.6 IS DO lens